# 奧特賴德冰原島峰
69°28′S 156°23′E / 69.467°S 156.383°E
奧特賴德冰原島峰（英語：Outrider Nunatak）是南極洲的冰原島峰，位於奧次地，屬於阿爾漢格利斯基冰原島峰的一部分，海拔高度1,250米，在1947年1月4日由美國海軍拍攝照片，現時由南極條約體系管理。